# Pienza

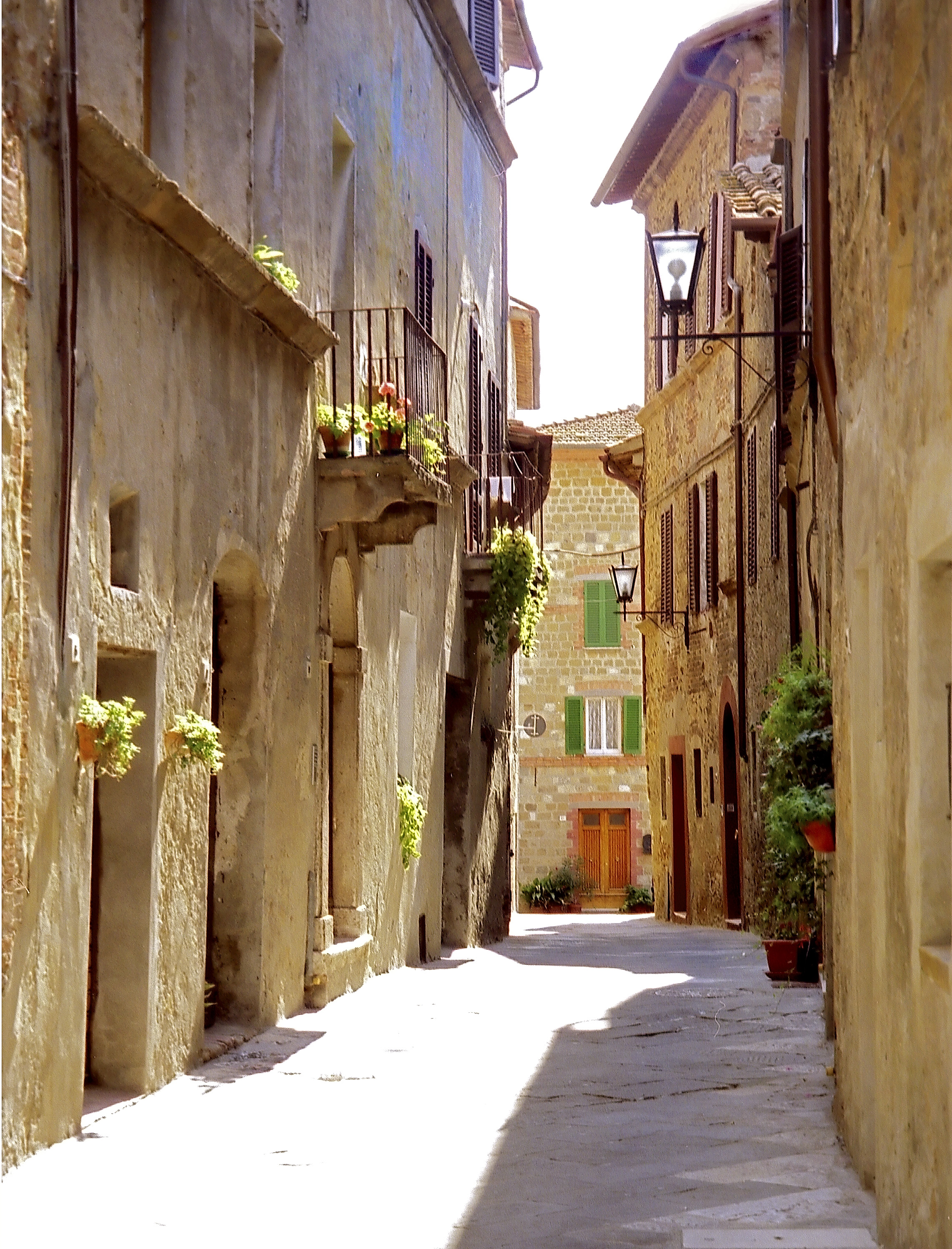
Pienza – străduţă din centrul istoric vechi

Pienza este un oraș din provincia Toscana, Italia.
Centrul istoric vechi al orașului Pienza a fost înscris în anul 1996 pe lista patrimoniului cultural mondial UNESCO.

## Demografie
Pienza - evoluția demografică

|  | Graficele sunt indisponibile din cauza unor probleme tehnice. Mai multe informații se găsesc la Phabricator și la wiki-ul MediaWiki. |

Date: Recensăminte sau birourile de statistică - grafică realizată de Wikipedia